# Расков, Николай Васильевич
Николай Васильевич Расков (16 октября 1936 года, село Большой Дальник Беляевский район Одесской области, Украинская ССР — 31 января 2024 года, Санкт-Петербург, Россия) — советский и российский экономист, заслуженный деятель науки Российской Федерации (1999), педагог высшей школы, почётный профессор СПбГУ. Кавалер ордена Дружбы (2003).

## Биография
Родился 16 октября 1936 года в селе Большой Дальник Беляевского района Одесской области Украинской ССР в крестьянской семье. Окончил сельскую больше-дальниковскую среднюю школу. в 1959 году отслужил срочную воинскую службу на Черноморском флоте.
В 1959 году Николай Расков поступил на экономический факультет Ленинградского государственного университета, по окончании продолжил обучение в аспирантуре по кафедре экономики современного капитализма. В 1967 году, после окончания аспирантуры, начал преподавать на экономическом факультете того же университета. В 1994 года перешёл преподавать на факультет менеджмента, впоследствии — Высшую школу менеджмента СПбГУ.
Преподавание экономических и управленческих дисциплин в ВШМ СПбГУ совмещал с преподаванием на других факультетах университета — историческом, философском, экономическом и юридическом. Много времени и сил уделял индивидуальной работе по подготовке научных кадров, под его научным руководством было подготовлено более 20 кандидатов экономических наук. В 2002 году стал членом диссертационных советов СПбГУ по защите кандидатских и докторских диссертаций по специальности «экономика и управление народным хозяйством».
В 1968 году защитил кандидатскую диссертацию на тему «Монополии и государство в атомной промышленности ФРГ», в 1981 году — докторскую диссертацию «Государство в экономике империализма».
Автор и соавтор сотен публикаций, среди которых монографии и учебные пособия, в том числе монография «Политико‑экономическая система С. Ю. Витте и современная Россия» учебное пособие «Макроэкономика для менеджеров». Многие труды Раскова переведены и изданы за рубежом.
Вёл исследования по экономической теории, глубоко изучил современные пробле российской экономики и роли государства в её развитии. Занимал должность ответственного редактора журнала «Вестник Санкт‑Петербургского университета. Серия „Менеджмент“». Неоднократно выезжал с чтением лекций в ряд университетов Германии.
В 1999 году Н. В. Раскову было присвоено звание «Заслуженный деятель науки Российской Федерации». В 2001 году избран почётным профессором СПбГУ. В 2003 году награждён орденом Дружбы.
Прощание прошло на Волковском Лютеранском кладбище 3 февраля 2024 года